# Bitwa pod Gąbinem
Bitwa pod Gąbinem – starcie zbrojne pomiędzy wojskami Niemiec i Rosji w czasie I wojny światowej, w ramach tzw. operacji wschodniopruskiej w 1914 roku.

## Tło
Przegrana przez Rosjan bitwa pod Stołupianami (Stallupönen, Ebenrode, obecnie Niestierow) nie zahamowała marszu rosyjskiej 1 Armii gen. Paula von Rennenkampfa. Zaczęła ona jednak, będąc zaledwie 25 km od granicy, odczuwać kłopoty aprowizacyjne. Rwała się także łączność między poszczególnymi korpusami, gdyż drogi zapchane były ludnością cywilną, uciekającą z Prus Wschodnich. Ta właśnie okoliczność utwierdziła dowództwo rosyjskie w przekonaniu, iż Niemcy nie zamierzają bronić Prus Wschodnich i wycofują się za linię Wisły. Ponieważ zadaniem Rosjan było zniszczenie sił niemieckich na tym obszarze, gen. von Rennenkampf nakazał swoim wojskom postój w dniu 26 sierpnia, aby dać czas na dojście rosyjskiej 2 Armii gen. Aleksandra Samsonowa i tym samym wzięcie Niemców w potężne kleszcze.
1 Armia ustawiona była, podobnie jak siły niemieckie, kordonowo: Całość sił wyciągnięta była w linię, dywizje na równej wysokości, wzajemnie o siebie oparte. Ugrupowanie to skierowane na Gąbin [Gumbinen, obecnie Gusiew], nie dozwalało na jakikolwiek bądź manewr w innym, niż frontalny kierunku. Ustala to z góry możliwość działania, sprowadzając je wyłącznie do starcia czołowego. Rola dowódcy armii przy tym ugrupowaniu jest minimalna. Z chwilą rozpoczęcia walki, traci on możność oddziaływania na jej przebieg.
Z kolei plany niemieckie przed bitwą zakładały przeznaczenie jednego (XVII) korpusu jako grupy manewrowej i półtora korpusu na bezpośrednią osłonę kierunku z Gołdapi (Goldapp). Uprzednio jeszcze umocniono linię Węgorapy, co dawało dobrą podstawę do obrony. Plany te jednak nie zostały w pełni wykonane, a to na skutek działania gen. Hermana von François, dowódcy I Korpusu, który nie chciał pogodzić się z oddaniem terytorium niemieckiego przeciwnikowi i wysunął się ze swym korpusem na około 15 km na wschód od Gąbina już 19 sierpnia.
Dowódca niemieckiej 8 Armii gen. Maximilian von Prittwitz und Gaffron miał do rozwiązania poważny dylemat: czy zrezygnować z obrony umocnionej linii Węgorapy i pozostałymi siłami przysunąć się do I Korpusu, zwiększając tym samym odległość między XX Korpusem, pozostawionym do osłony granicy od południa przed zbliżającą się armią Samsonowa, czy też realizować wcześniejsze plany. Decyzji tej nie ułatwiło przechwycenie przez radiowywiad niemiecki rozkazu Rennekampfa o wspomnianym wcześniej postoju sił 1 Armii. Nie wiadomo było, ile czasu będzie on trwał, a jeżeli przedłużałby się, ogromnie wzrastało niebezpieczeństwo dostania się w rosyjskie kleszcze – Niemcy mogli skutecznie działać tylko przeciwko jednej z armii rosyjskich, w razie ich połączenia klęska była nieuchronna. Do wyboru Prittwitz miał więc albo natychmiastową rozprawę z 1 Armią Rennekampfa, albo zwrócenie się całością sił przeciwko nadchodzącej 2 Armii Samsonowa. Wybrano pierwszy wariant.

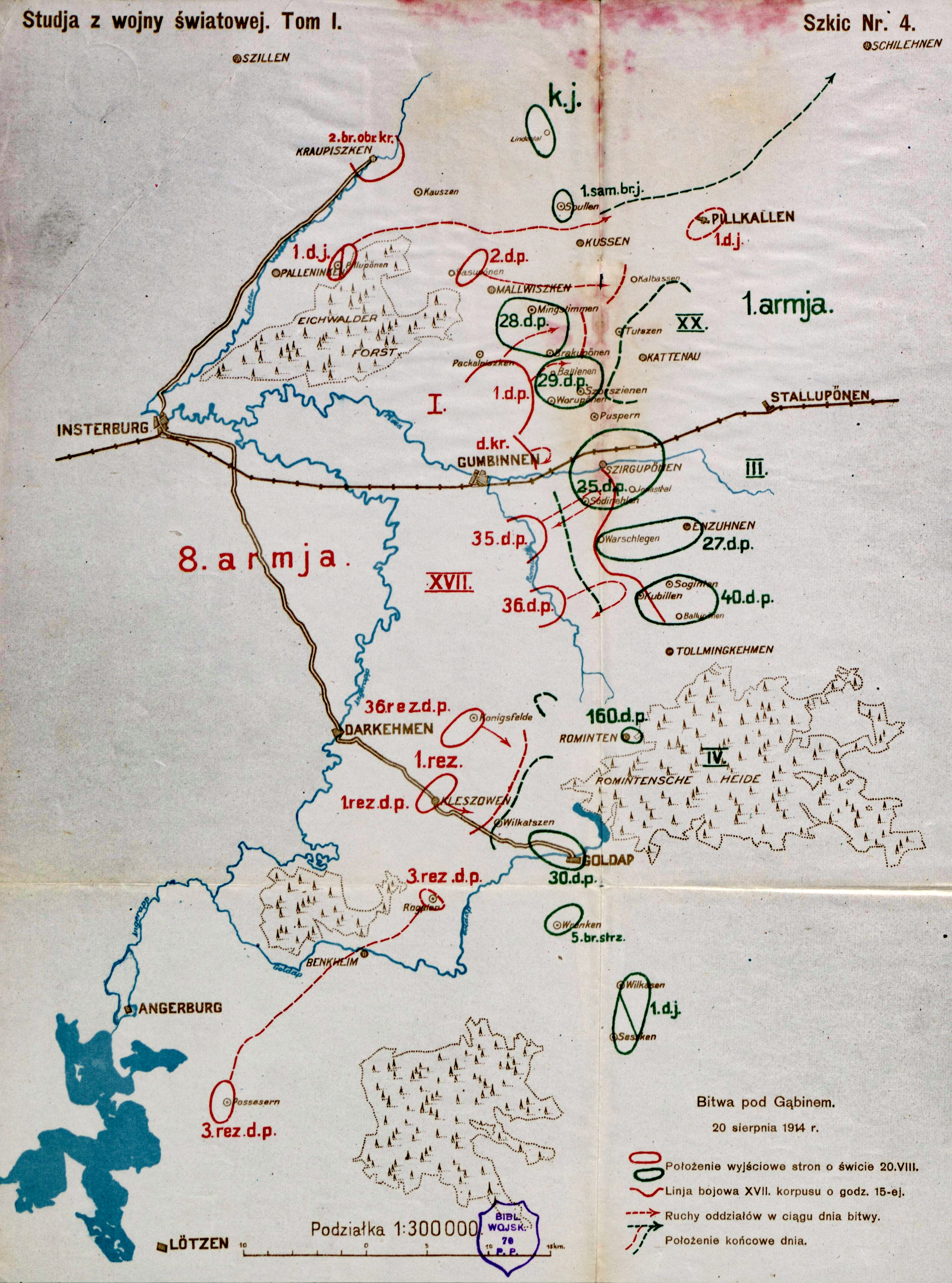
Ilustracja przedstawiająca przebieg bitwy (ze zbiorów Archiwum Państwowego w Poznaniu)

Dowódca I Korpusu po otrzymaniu rozkazu dowódcy 8 Armii przeznaczył do działań manewrowych 2 Dywizję Piechoty, nakazując jej zaatakować od północy prawe skrzydło rosyjskie. Atak miał być poprzedzony potężnym półgodzinnym przygotowaniem artyleryjskim, do którego przeznaczono całą ciężką artylerię korpusu. Jedną dywizję gen. von François przeznaczył do obrony na przedpolu Gąbina, a do osłony manewru na północy wyznaczył dywizję kawalerii. Pozostałe siły 8 Armii, tzn. XVII Korpus i I Korpus Rezerwowy przemieszczały się w rejon planowanej bitwy w nocy z 19 na 20 sierpnia.

## Bitwa
Rankiem 20 sierpnia potężny ogień artyleryjski spadł na niespodziewającą się niczego rosyjską 28 Dywizję Piechoty, a zaraz potem uderzyła na nią od północy niemiecka 2 Dywizja Piechoty. Rosjanie w panice rozpoczęli odwrót. Dezorganizację powiększyło dodatkowo ukazanie się kawalerii niemieckiej na tyłach 28 Dywizji Piechoty. Odwrót 28 DP pociągnął za sobą także cofnięcie 29 Dywizji Piechoty. Rosyjski XX Korpus został więc pobity. Największe straty poniosła 28 Dywizja Piechoty, tracąc 20 sierpnia: 104 oficerów, 6945 żołnierzy, 8 dział i 23 karabiny maszynowe. Tymczasem, nie bacząc na odgłosy bitwy, w odległości zaledwie 15 km bezczynnie stał rosyjski korpus kawalerii, złożony z czterech dywizji.

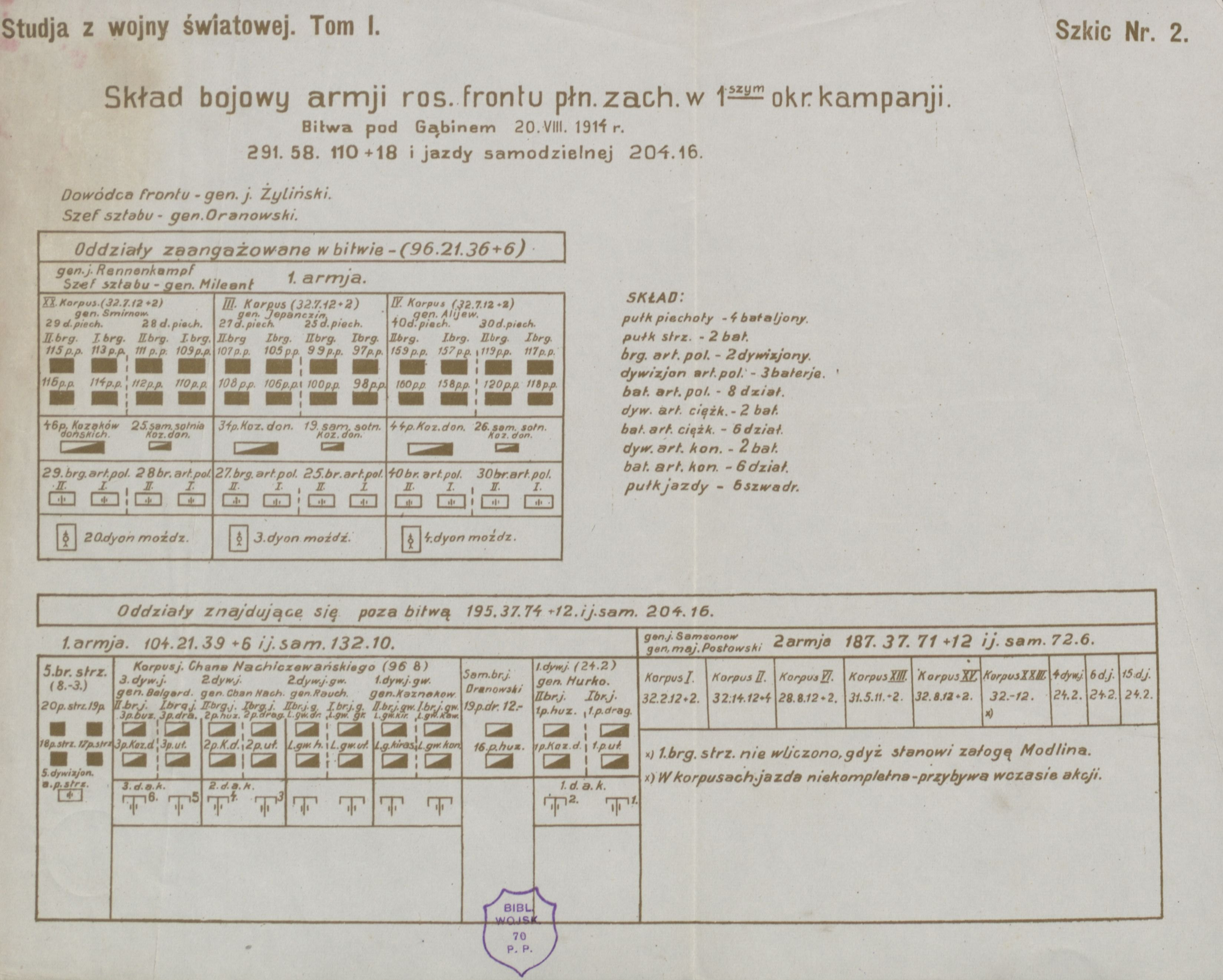
Skład bojowy armii rosyjskiej frontu północno-zachodniego w 1. okresie kampanii – 20 sierpnia 1914 r. (miejsce przechowywania: Archiwum Państwowe w Poznaniu)

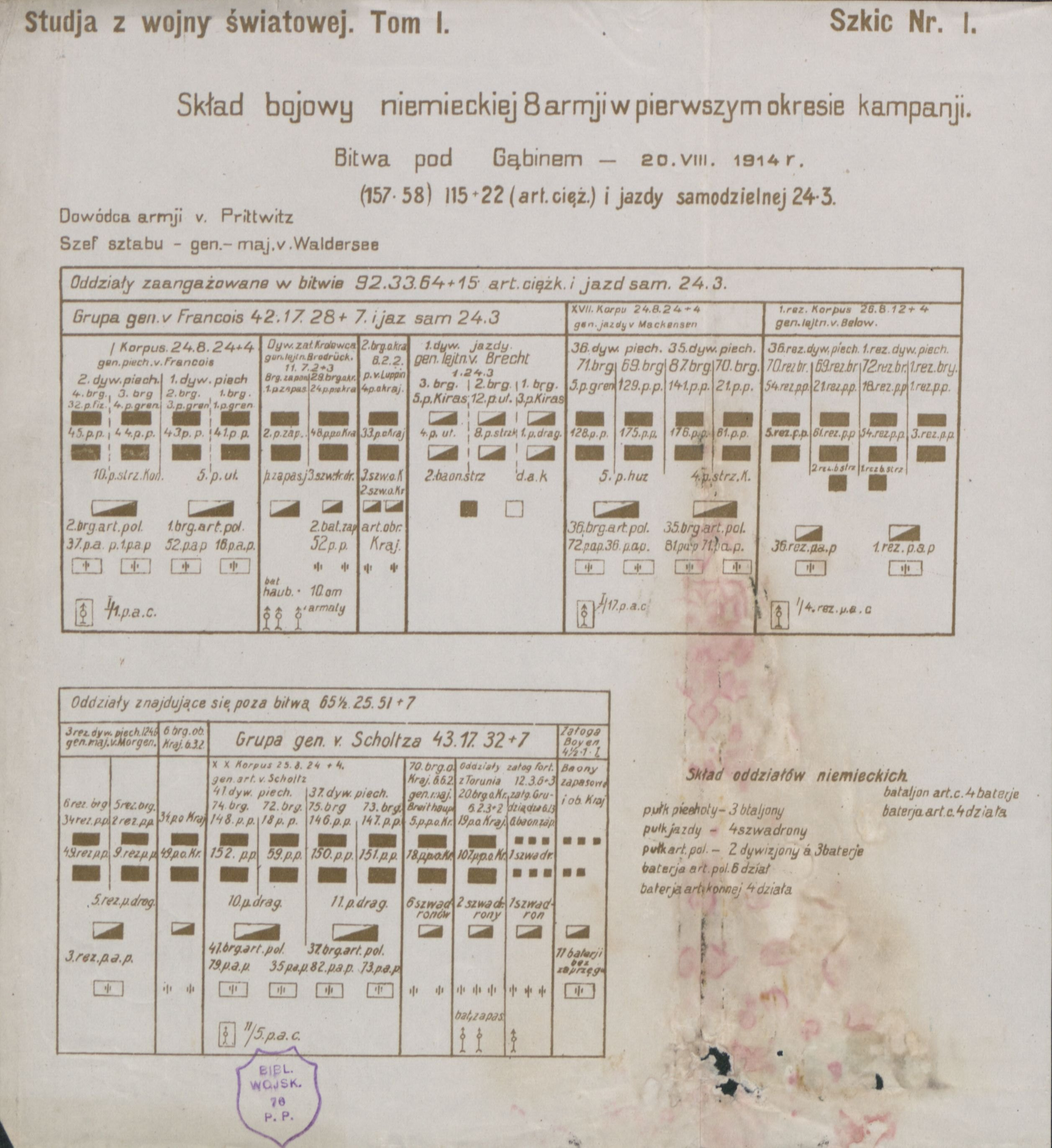
Skład bojowy armii niemieckiej w 1. okresie kampanii – 20 sierpnia 1914 r. (miejsce przechowywania: Archiwum Państwowe w Poznaniu)

Pomyślne dla Niemców działania przeciwko prawemu skrzydłu rosyjskiej 1 Armii zostały okupione niepowodzeniem działań XVII Korpusu gen. Augusta von Mackensena, który w myśl założeń dowódcy 8 Armii miał być grupą manewrową. Początkowo natarcie przeciwko 25 Dywizji Piechoty z rosyjskiego III Korpusu rozwijało się pomyślnie i około 14:00 groziło nawet Rosjanom przerwaniem centrum ich frontu. Jednakże w godzinach późniejszych dywizja zdołała nie tylko uporządkować swoje ugrupowanie bojowe, ale nawet przeszła do kontruderzenia i zepchnęła niemiecką 35 Dywizję Piechoty prawie na pozycje wyjściowe. Następna dywizja XVII Korpusu (36 Dywizja Piechoty) nie zdołała przełamać umocnionych pozycji 27 i 40 Dywizji Piechoty i około 16:00 rozpoczęła odwrót za Romintę.
Niemiecki I Korpus Rezerwowy, który miał osłaniać kierunek z Gołdapi, starł się z nacierającą rosyjską 30 Dywizją Piechoty, którą zepchnął na pozycje wyjściowe, a następnie nieco dalej na wschód. Działania dowódcy korpusu, generała Otto von Belowa, zostały skrępowane rozkazami dowódcy armii, który na tym odcinku spodziewał się aż dwóch korpusów rosyjskich. W tej sytuacji von Below, który początkowo zamierzał przyjść z pomocą XVII Korpusowi, ograniczył się tylko do działań obronnych.
Bitwa zakończyła się niepowodzeniem Niemców. Nie dość, że nie osiągnęli zasadniczego celu, jakim było pobicie armii gen. Rennekampfa, to jeszcze sami zmuszeni zostali do odwrotu. Wprawdzie generałowi von François udało się pobić część rosyjskiego prawego skrzydła, ale był to sukces lokalny, daleko od zaplanowanego manewru dowódcy 8 Armii, tzn. na froncie XVII Korpusu. Ten zaś został pobity i z poważnymi stratami musiał oderwać się od Rosjan i wycofać za Romintę. Von Prittwitz popełnił poważne błędy już w przyjętych założeniach, pozwalając na rozciągnięcie swych sił na froncie o długości 50 km, tak że każdy z jego korpusów w zasadzie toczył oddzielne walki. Nie dopuścił także do marszu I Korpusu Rezerwowego generała von Belowa na pomoc gen. von Mackensenowi, którego dywizje początkowo miały powodzenie, a 35 Dywizja Piechoty zagroziła przerwaniem ugrupowania 1 Armii.
Liczne błędy popełnili także Rosjanie: W działaniach rosyjskich należy podkreślić, przy dużej odporności wojsk, zupełny brak jakiegokolwiek kierownictwa bitwą. Zresztą dowódca armii przy tym ugrupowaniu i braku odwodów, z konieczności musiał zachować się zupełnie biernie. Po raz kolejny zawiodła tak zachwalana kawaleria rosyjska, która w bitwie pozostała bezczynna, a przed nią i po niej nie została wykorzystana do rozpoznania położenia nieprzyjaciela. Nie wykazali się także specjalnymi umiejętnościami, a przede wszystkim inicjatywą dowódcy korpusów rosyjskich, np. dowódca XX Korpusu, generał Władimir Smirnow, który pozwolił na prawie całkowite zniszczenie 28 Dywizji Piechoty, nie przysyłając jej w sukurs 29 Dywizji Piechoty.
Dowódca niemieckiej 8 Armii po bitwie pod Gąbinem uznał sytuację za beznadziejną. Trzeba zauważyć, iż generał von Prittwitz nie odznaczał się raczej stanowczością charakteru i zdecydowaniem. Według powszechnych opinii karierę i szybkie awanse zawdzięczał sympatii cesarza: umiał wzbudzić przy stole zainteresowanie cesarza wesołymi opowiastkami i sprośną plotką. Szef Sztabu Generalnego Helmuth von Moltke (młodszy) przez wiele lat starał się go usunąć z dowodzenia 8 Armią, silniejsze były jednak koneksje von Prittwitza. Także w czasie bitwy pod Gąbinem popadał w stany krańcowe – od początkowego uniesienia na wieść o postępach niemieckich, do skrajnego pesymizmu – po otrzymaniu informacji o załamaniu się natarcia. Wytworzony w jego wyobraźni obraz klęski został dodatkowo pogłębiony meldunkami dowódcy XX Korpusu, który donosił o znacznym zbliżeniu się 2 Armii generała Samsonowa i przesunięciu jej lewego skrzydła bardziej na zachód.
Obawiając się pościgu ze strony armii gen. Rennekampfa i postępów armii gen. Samsonowa, który mógł opanować przeprawy na Wiśle i odciąć jego armię, zdecydował się już 20 sierpnia około 17:00 na odwrót za linię Wisły, oddając tym samym Prusy Wschodnie Rosjanom. W tych przekonaniach utwierdzał dodatkowo Prittwitza jego szef sztabu generał Georg von Waldersee.  Nie pomogły nic wszystkie przedłożenia starszych oficerów sztabu armii, którzy proponowali wstrzymanie się z odwrotem przynajmniej przez jeszcze jeden dzień, dla rozegrania partii z Rennekampfem. O 21:30 generał von Prittwitz wydał rozkaz, aby nocą oderwać się od przeciwnika i rozpocząć odwrót.
Tymczasem, mimo porażki pod Gąbinem, sytuacja Niemców nie była wcale tak beznadziejna, jak przedstawiał ją von Prittwitz. Odwrót za linię Wisły mógł być rzeczywiście zagrożony przez działania 2 Armii, ale dopiero po przekroczeniu przez nią linii Olsztyn (Allenstein) – Ostróda (Osterode) – Iława (Deutsch Eylau), tzn. około 80 km od granicy, do której ta armia dopiero się zbliżała. Dodatkowo jej działania byłyby zagrożone przez załogi twierdz w Toruniu (Thorn) i Grudziądzu (Graudenz), co musiało opóźnić jej marsz. Jak oblicza Bolesław Zawadzki, marsz armii gen. Samsonowa na wymienioną wcześniej linię musiałby trwać około siedmiu dni, co dawało gen. von Prittwitzowi czas nie tylko na pokonanie armii gen. Rennekampfa, ale i na dokonanie zwrotu przeciwko armii gen. Samsonowa.
Nieadekwatne do sytuacji rozkazy dowódcy 8 Armii spowodowały interwencję niemieckiego naczelnego dowództwa, które następnego dnia, tj. 21 sierpnia przeprowadziło z gen. von Prittwitzem rozmowy, aby zorientować się w rzeczywistym położeniu wojsk i podpowiedzieć rozwiązania. Szef Sztabu Generalnego generał von Moltke, nie mogąc pogodzić się z wizją ewakuacji Prus Wschodnich bez stoczenia walnej bitwy, pragnął nadal wykorzystać istniejące rozdzielenie dwóch armii rosyjskich i pobić je oddzielnie. Ponieważ rozkazy wydane przez gen. von Prittwitza dzień wcześniej uniemożliwiały skupienie wysiłku przeciwko 1 Armii gen. Rennekampfa (oddziały niemieckie w nocy oderwały się od nieprzyjaciela i rozpoczęły ładowanie się do pociągów lub marsz pieszy), gen. von Moltke postanowił gros sił skierować przeciwko 2 Armii gen. Samsonowa. Manewr ten był ryzykowny, gdyż nieznana była decyzja gen. Rennekampfa: jeżeli rozpocząłby pościg za wycofującymi się korpusami niemieckimi, losy całej operacji zawisłyby na włosku.
Tymczasem korpusy armii gen. Rennekampfa stały bezczynnie pod Gąbinem. Co prawda 20 sierpnia około 16:00 dowódca 1 Armii wydał rozkaz o przejściu do pościgu, jednak wycofał go już o 16:30 na wieść o silnym ogniu artylerii niemieckiej osłaniającej odwrót pobitego XVII Korpusu gen. von Mackensena. O kompetencjach i zamiarach gen. Rennekampfa najlepiej świadczy to, iż na wieść o rozpoczętym przez Niemców odwrocie zezwolił swoim oficerom sztabowym na rozebranie się i udanie na spoczynek. Ta karygodna bezczynność rosyjskiego dowódcy była jedną z podstawowych przyczyn późniejszej zagłady 2 Armii w bitwie tannenberskiej.
22 sierpnia von Prittwitz, po rozmowach przeprowadzonych z szefem Sztabu Generalnego i konsultacjach z oficerami swego sztabu, zdecydował się na skierowanie 8 Armii przeciwko armii gen. Samsonowa. Jednak przedstawiony przez niego plan nie uzyskał akceptacji naczelnego dowództwa i tego samego dnia (22 sierpnia) von Prittwitz i szef jego sztabu gen. von Waldersee zostali odwołani.

## Następstwa
Na stanowisko szefa sztabu 8 Armii gen. von Moltke postanowił wyznaczyć dotychczasowego kwatermistrza 2 Armii, operującej wówczas w Belgii, generała Ericha Ludendorffa. Ten oficer wsławił się wcześniej zdobyciem Liège (Leodium), a później szturmował inną potężną twierdzę – Namur. 22 sierpnia o 9:00 dotarł do Ludendorffa wysłannik niemieckiego naczelnego dowództwa, który doręczył mu list z nowym przydziałem: Naturalnie nie będzie pan ponosił odpowiedzialności za to, co już na wschodzie się stało, lecz z pańską energią będzie pan mógł zapobiec temu, co może zdarzyć się najgorszego.
Nowym dowódcą 8 Armii mianowano generała Paula von Hindenburga, który jeszcze przed wybuchem wojny (w 1911) przeszedł w stan spoczynku. W momencie opisywanych wydarzeń miał już 68 lat, lecz był znany z opanowania. Przeszedł ponadto wszystkie szczeble dowodzenia, do dowódcy korpusu włącznie. Brał udział w wojnie z Austrią w 1866 i w wojnie prusko-francuskiej lat 1870–1871, gdzie za zwycięstwo pod Sedanem otrzymał Krzyż Żelazny. Był więc dobrze przygotowany do czekających go zadań. Natomiast von Prittwitz i von Waldersee nie otrzymali żadnego nowego przydziału.